# Neuroanatomie

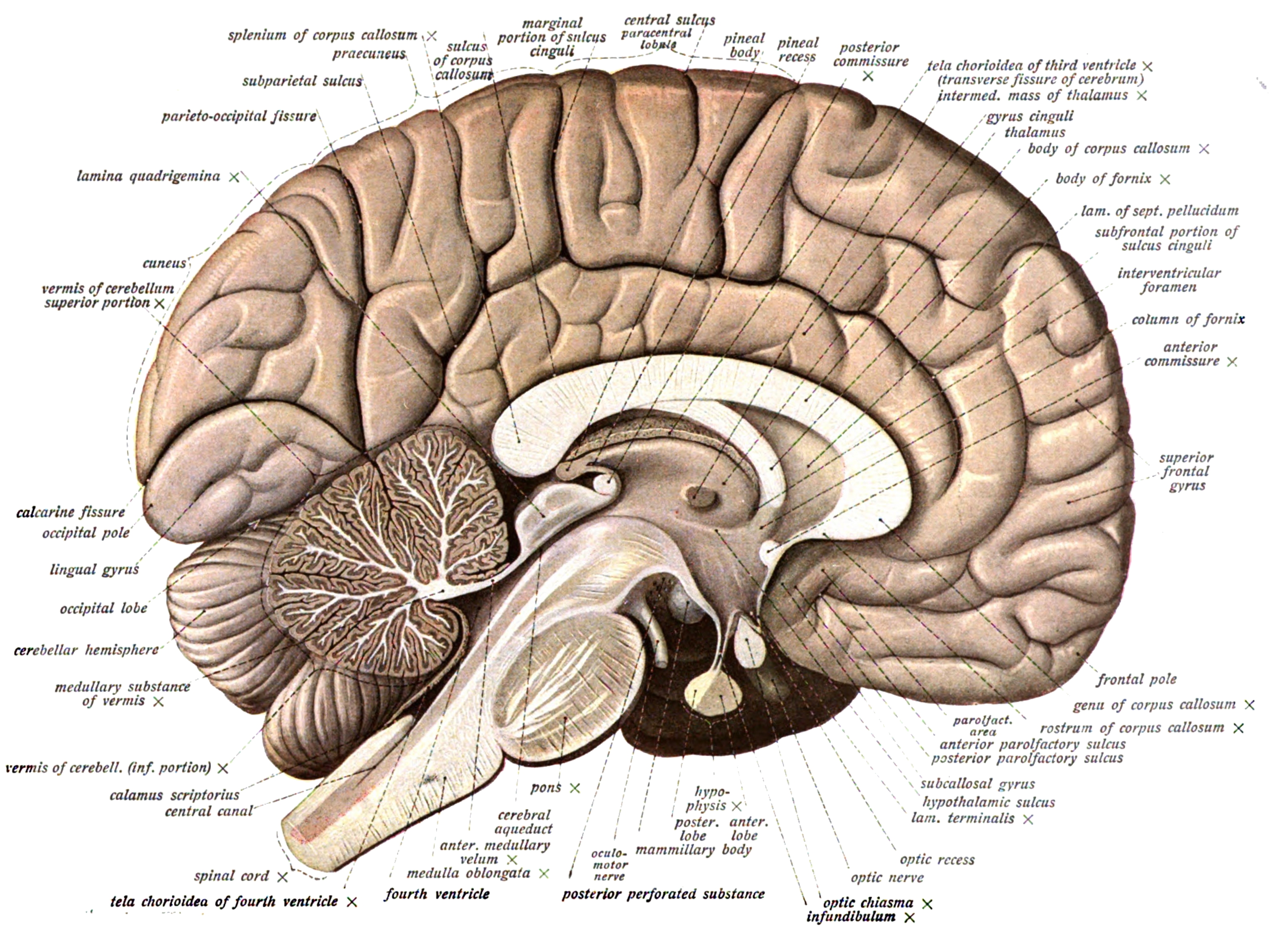
Neuroanatomia reprezintă studiul anatomiei și organizării sistemului nervos. În poza de mai sus este reprezentată o secțiune sagitală a creierului uman.

Neuroanatomia reprezintă studiul structurii și organizării sistemului nervos. În opoziție cu simetria radială a anumitor animale, ale cărei sisteme nervoase constau din rețele de celule nervoase distribuite, animalele cu simetrie bilaterală au sisteme nervoase separate, bine definite. Neuroanatomia acestora din urmă este mai ușor de înțeles. La vertebrate, sistemul nervos este împărțit în două părți fundamentale: structura internă a creierului și măduva spinării, denumite colectiv sistem nervos central (SNC), și căile neuronale ce conectează SNC cu restul organismului, denumite colectiv sistem nervos periferic (SNP). Delimitarea structurilor și regiunilor sistemului nervos are o importanță majoră în explicarea funcționării lui. Spre exemplu, multe dintre cunoștințele actuale ale neurologilor vin din observarea modului în care leziunile diverselor arii cerebrale afectează comportamentul sau alte funcții neurologice. 

## Istorie

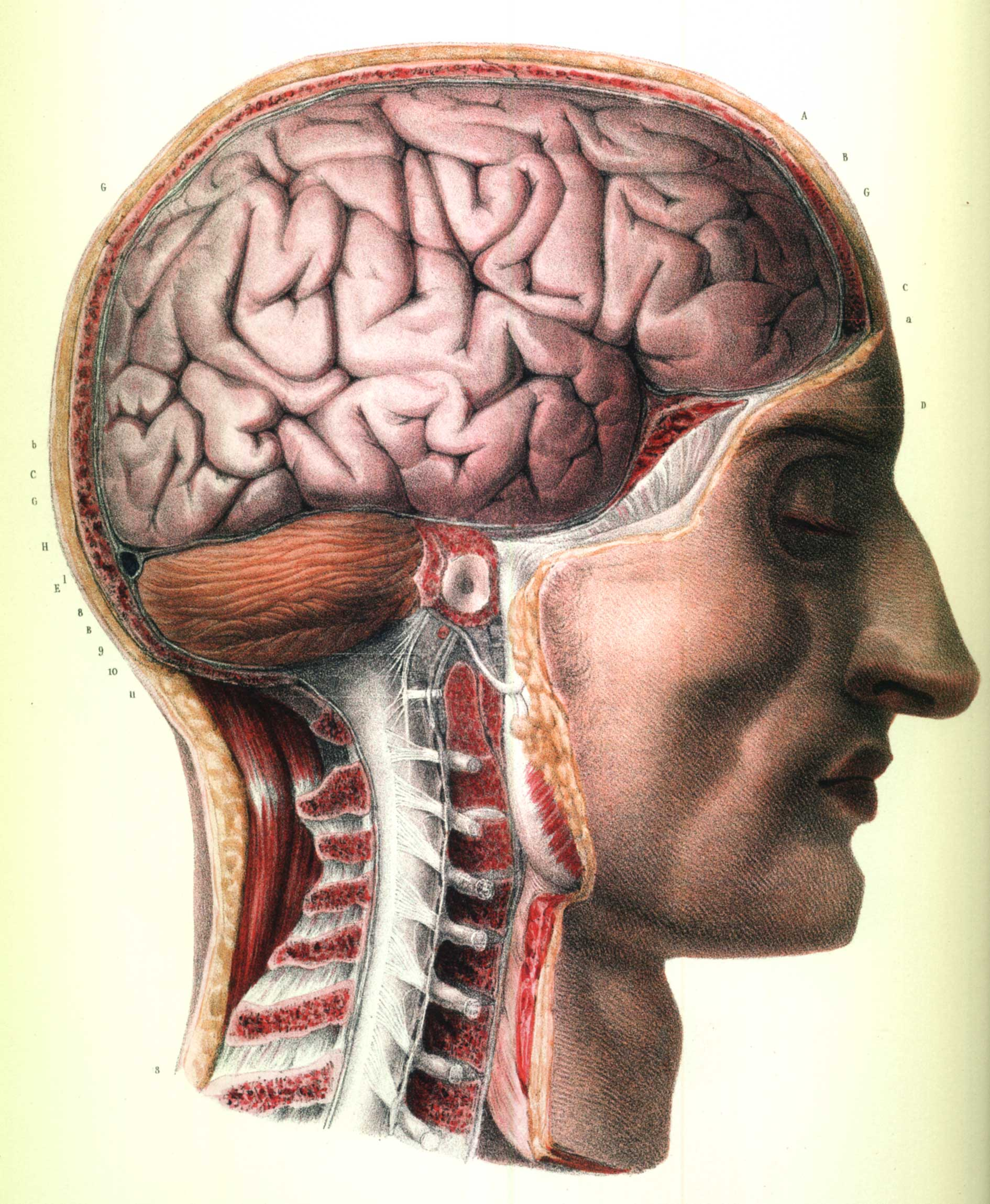
Anatomia creierului, trunchiului cerebral și coloanei vertebrale superioare, ilustrată de anatomistul francez J.M. Bourgery

Primul document privind studiul neuroanatomiei este un papirus egiptean datând din c. 1600 î.Hr. (papirusul Edwin Smith). Următoarea dezvoltare majoră în neuroanatomie a venit de la grecul Alcmaeon, care a stabilit în sec. al V-lea î.Hr. că creierul, nu inima, stăpânește corpul și că simțurile depind de acesta.
După Alcmaeon, mulți alți medici și filozofi au contribuit la dezvoltarea neuroanatomiei, în special: Galenus, Herophilus, Rhazes și Erasistratus. Herophilus și Erasistratus din Alexandria au fost cei mai influenți neurologi greci, studiile lor implicând disecția creierelor. Ulterior, timp de câteva secole disecția a fost un tabu, de aceea nu s-au mai înregistrat progrese majore în neuroștiință. Către sfârșitul sec. al XV-lea, papa Sixtus al IV-lea a revitalizat studiul anatomiei, îngăduind disecțiile pe cadavrele criminalilor și morților neidentificați. Ca urmare, cercetările în neuroanatomie au înflorit în perioada renascentistă.
În 1664, Thomas Willis, medic și profesor la Universitatea Oxford, a brevetat termenul „neurologie”, prin publicarea lucrării Cerebri Anatome, considerată piatra de temelie a neuroanatomiei.

## Alcătuire
La nivel tisular, sistemul nervos este compus din neuroni, celule gliale și matrice extracelulară. Atât neuronii cât și celulele gliale apar în multe forme (vezi lista tipurilor de celule din corpul uman adult). Neuronii sunt celule sistemului nervos ce procesează informația: percep mediul înconjurător, comunică între ei prin semnale electrice și chimice (neurotransmițători) care acționează de-a lungul sinapselor (contactul dintre doi neuroni, sau dintre un neuron și o celulă musculară; de menționat că sunt posibile efecte extrasinaptice, la fel cum se pot elibera neurotransmițători și în spațiul neuronal extracelular), stochează amintirile (memoria), produc gândurile și locomoția. Celulele gliale mențin homeostazia, produc mielină (v. oligodendrocitele) și oferă suport trofic și protecție neuronilor. Anumite celule gliale (v. astrocitele) pot propaga unde de calciu pe distanțe lungi ca răspuns la stimulare și eliberează gliotransmițători ca răspuns la schimbările de concentrație a calciului. Cicatricile (urmări ale rănilor) de la nivelul creierului conțin astrocite în număr mare. Matricea extracelulară oferă suport trofic la nivel molecular pentru celulele nervoase, transportând substanțele spre și dinspre vasele de sânge.  
La nivelul organelor, sistemul nervos este alcătuit din regiuni ale creierului, cum ar fi hipocampul la mamifere sau corpurile pedunculare la muștele de oțet. Aceste regiuni sunt adesea modulare și îndeplinesc roluri particulare în căile sistemice generale ale sistemului nervos. De exemplu, hipocampul este esențial pentru formarea amintirilor ce sunt în legătură cu multe alte regiuni cerebrale. Sistemul nervos periferic conține nervi aferenți și eferenți, reprezentând mănunchiuri de fibre nervoase cu proveniența în creier, măduva spinării, sau ganglionii periferici (senzitivi sau motori), ce se ramifică repetat inervând întreg organismul. Nervii sunt constituiți în principal din axonii sau dendritele neuronilor (axoni în cazul fibrelor motorii eferente, dendrite în cazul fibrelor senzoriale aferente), alături de o varietate de membrane care le înfășoară și le împarte în fascicule nervoase. 
Sistemul nervos vertebrat este împărțit în sistem nervos central și sistem nervos periferic. Sistemul nervos central (SNC) este format din creier, retină și măduva spinării, în timp ce sistemul nervos periferic (SNP) este format din toți nervii și ganglionii (pachete de neuroni periferici) din afara SNC, care conectează SNC la restul corpului. SNP este la rândul său împărțit în sistem nervos somatic și sistem nervos autonom. Sistemul nervos somatic este alcătuit din neuroni aferenți, care aduc informații senzoriale de la organele de simț somatice (ale corpului) către SNC, și neuroni eferenți, care duc instrucțiuni motorii către mușchii voluntari ai corpului. Sistemul nervos autonom poate funcționa cu sau fără controlul SNC (de unde și denumirea) și are, de asemenea, două subdiviziuni, numite sistem nervos simpatic și sistem nervos parasimpatic, care sunt importante în transmiterea comenzilor motorii către organele interne ale organismului, controlând funcții precum ritmul cardiac (bătăile inimii), respirația, digestia și salivația. Nervii autonomi, spre deosebire de nervii somatici, conțin doar fibre eferente. Semnalele senzoriale provenite de la viscere sunt transmise SNC prin nervii senzoriali somatici (de exemplu, durerile viscerale) sau prin intermediul anumitor nervi cranieni (de exemplu, semnalele chemosensibile sau mecanice). 

### Orientarea în neuroanatomie

RMN para-sagital al capului la un pacient cu macrocefalie benignă genetică.

În anatomie în general, și în neuroanatomie în particular, sunt folosiți o serie de termeni topografici pentru a indica orientarea și localizarea, făcând referire la axele corpului/creierului. Axa SNC este adesea percepută în mod greșit a fi aproape dreaptă, când de fapt înregistrează două flexuri ventrale (cervicală și cefalică) și o flexură dorsală (flexura pontină) datorită dezvoltării diferențiale embriogenetice. Perechile de termeni cele mai des folosite în neuroanatomie sunt: 
- Dorsal și ventral: termenul „dorsal” se referă la partea superioară, reprezentată de calvaria craniului, iar termenul „ventral” se referă la partea inferioară a craniului, reprezentată de baza acestuia. Acești termeni au fost inițial folosiți pentru descrierea generală a animalelor, dorsum reprezentând spatele, iar ventrum reprezentând abdomenul. Astfel, în poziție ortostatică (cazul oamenilor), aspectul ventral devine anterior, iar aspectul dorsal devine posterior. Cazul capului și creierului este deosebit, deoarece se consideră convențional că gura reprezintă o extensie a pântecelui. Prin urmare, în uz obișnuit, acele părți ale creierului care se află aproape de baza craniului și, prin intermediul acesteia, aproape de cavitatea bucală, se numesc ventrale – adică partea inferioară – în timp ce părțile dorsale sunt mai aproape de bolta craniană. Pentru a evita confuzia, se face referință la bolta și baza craniului în definirea celor doi termeni, ținând cont de flexurile axiale menționate mai sus. În concluzie, termenii de „dorsal” și „ventral” au valoare relativă când fac referire la creier, depinzând de locația specifică.

- Rostral și caudal: „rostal” se referă în anatomia generală la partea frontală a corpului (lat. rostrum ~ înspre nas), iar „caudal” se referă la partea posterioară a corpului (lat. cauda = înspre coadă). Dimensiunea rostrocaudală a creierului se referă la axa omonimă care reprezintă marginea (inferioară) a flexurilor pomenite mai sus, de la vârful caudal al măduvii spinării până în zona rostală din apropierea chiasmei optice. În poziție ortostatică, ceea ce la animal este rostral la om devine superior, iar ceea ce la animal este caudal la om devine inferior. Toate vertebratele dezvoltă în tubul neural o curbură anatomică pregnantă, ce rămâne detectabilă și în sistemul nervos central al organismului maturizat, cunoscută ca flexura cefalică. Aceasta din urmă îndoaie partea rostrală a SNC la 180 de grade față de partea caudală, la tranziția dintre prozencefal (axa sa terminându-se rostal cu chiasma optică), trunchiul cerebral și măduva spinării (axa ultimei fiind aproape verticală, având însă și mici curburi în dreptul flexurilor pontină și cervicală). Aceste schimbări axiale datorate flexurilor devin problematice când se încercă descrierea pozițiilor relative și planurilor de secțiune ale creierului.

- Medial și lateral: „medial” reprezintă apropierea relativă de linia mediană, iar „lateral” reprezintă îndepărtarea relativă de ea.

Planurile folosite în neuroanatomie pentru orientare sunt: 
- Planul sagital medial împarte corpul și creierul în două părți: dreaptă și stângă. Acest plan este paralel cu planul median, putând glisa pe axa orizontală. Termenul latin (lat. sagitta = săgeată) dă denumirea suturii despărțitoare a paselor parietale stâng și drept: sutura sagitală.

- Planul transversal ridică probleme metodologice. Dacă până la nivelul creierului, planul transversal este paralel cu pământul (presupunând că subiectul stă în poziție ortostatică), la nivelul creierului acesta devine perpendicular cu pământul datorită faptului că planul transversal urmează curbura tubului neural ce se formează în timpul morfogenezei.

- Planul coronal este paralel cu planul feței, originea denumirii aparținând suturii omonime. Acest plan (sub această denumire) se folosește doar pentru structurile capului, nu și pentru alte părți ale corpului.

- Planul orizontal este planul paralel cu orizontul. Deoarece la majoritatea animalelor axa principală a corpului este orizontală, secțiunile orizontale se vor desfășura de-a lungul lungimii măduvei spinării. În cazul omului, secțiunile orizontale sunt perpendiculare atât pe secțiunile transversale cât și pe cele sagitale. Aceleași rapoarte se păstrează și la nivelul capului, doar că secțiunile transversale sunt înlocuite cu cele coronale.

## Tehnologii de cercetare
Evoluțiile ce se realizează în studiul neuroanatomiei sunt corelate direct cu tehnologiile disponibile pentru desfășurarea cercetării. Multe dintre tehnicile histologice se pot aplica sistemului nervos. Pe de altă parte, există și tehnologii folosite exclusiv în neuroanatomie.  

### Colorație celulară
În sistemele biologice, colorația este o tehnică folosită pentru a crește contrastul între anumite caracteristici ale imaginile microscopice. 
Metoda de colorație Nissl folosește coloranți bazici anilini pentru a marca poliribozomii acizi din reticulul endoplasmatic rugos, ce abundă în neuroni. Aceasta permite cercetătorilor să diferențieze tipurile de celule (precum neuroni vs. celule gliale), cât și formele și dimensiunile neuronilor din diferite regiuni ale sistemului nervos (i.e. citoarhitectura celulară). 
Metoda de colorație Golgi folosește dicromat de potasiu și azotat de argint pentru a marca cu un precipitat argintiu-cromat celulele nervoase (neuroni sau celule gliale, deși în principiu se poate folosi și pe alte celule). Această „impregnație argentică” colorează, în totalitate sau parțial, corpurile și prelungirile neuronilor în maroniu și negru, îngăduind cercetătorilor să urmărească traiectoriile ramificațiilor lor existente în planul secționat, datorită faptului că celulele înconjurătoare devin transparente din cauza necolorării lor (acțiunea colorantului este limitată la un număr restrâns de neuroni din preparat). Recent, materialul impregnat cu reactiv Golgi a fost adaptat pentru vizualizarea la microscopul electronic, făcând astfel posibilă vizualizarea mai în detaliu a delimitărilor specifice.  

### Histochimie
Histochimia folosește proprietățile reacțiilor biochimice ce se petrec în creier (în special reacții enzimatice) pentru aplicarea de metode selective (colorație) în vederea vizualizării locurilor lor de desfășurare, schimbărilor lor funcționale și eventualelor schimbări patologice. Se aplică în special moleculelor care iau parte la producția de neurotransmițători și în procesul de metabolism. 
Imunocitochimia este o subdisciplină a histochimiei ce folosește selectiv anticorpi în funcție de anumiți epitropi ai sistemului nervos pentru a colora selectiv anumite tipuri de celule, fascicule axonale, arii neuropile, procese ale celulelor gliale, vase sangvine, proteine intracitoplasmatice sau intranucleare și alte molecule imunogenetice (ex. neurotransmițători). Factorii proteici de transcripție imunoreacționați dezvăluie codul genomic în termenii proteinelor studiate. Această posibilitate crește semnificativ capacitatea cercetătorilor de a distinge diferite tipuri de celule din diverse regiune ale sistemului nervos.  
Hibridizarea in situ folosește probe de ARN sintetic ce se atașează (hibridizează) selectiv pe ARNm complementari transcriși ai exonilor de ADN din citoplasmă pentru a vizualiza codul genomic, prin distingerea expresiilor genelor active – de data aceasta în termeni de ARNm (față de factorii proteici, cum este în cazul imunocitochimiei). Aceasta permite identificarea histologică (in situ) a celulelor implicate în producția moleculelor codificate genetic, care adesea prezintă caracteristici funcționale, precum și a granițelor moleculare care separă domenii diferite ale creierului sau populații celulare diferite.  

### Markeri codificați genetic
Prin exprimarea unor cantități variabile de proteine fluorescente roșii, verzi și albastre în creierul șoarecelui mutant (așa numitul „brainbow”) este posibilă vizualizarea combinatorială a multor tipuri de culori în neuroni. De cele mai multe ori, neuronii sunt suficient de variați din punctul de vedere al colorației, încât pot fi distinși unii de alții prin microscopia fluorescentă, permițând cercetătorilor să cartografieze conexiunile locale și aranjamentele mutuale dintre neuroni. 
Optogenetica folosește expresii transgenetice constitutive și cu locație specifică ale markerilor blocați ce pot fi activați selectiv prin iluminare cu fascicule de lumină. Aceasta permite cercetătorilor să studieze cu exactitate conectivitatea axonală din sistemul nervos. 

### Imagistică cerebrală non-invazivă
Imagistica prin rezonanță magnetică a fost utilizată pe larg pentru a investiga structura și funcționarea creierului, fiind o metodă non-invazivă pentru subiecții sănătoși. Un exemplu important este imagistica tensoare de difuziune, care se bazează pe difuzarea restricționată a apei în țesuturi pentru a produce imagini axonale. Apa se deplasează mai rapid pe direcția axonilor, permițând inferența structurii lor. 

### Metode bazate pe virusuri
Anumite virusuri se pot reproduce în celulele creierului și pot traversa sinapsele. Așadar, virușii modificați pentru a exprima markeri (cum ar fi proteinele fluorescente) pot fi folosiți pentru a urmări conectivitatea între regiunile creierului de-a lungul mai multor sinapse.  Două dintre virusurile tracer care se reproduc și se răspândesc transneuronal/transsinaptic sunt virusul Herpes simplex tip1 (HSV)  și Rhabdovirusurile. Virusul Herpes simplex a fost utilizat pentru a urmări conexiunile dintre creier și stomac, pentru a examina zonele creierului implicate în procesarea viscero-senzorială. Un alt studiu a injectat virusul Herpes simplex în ochi, permițând astfel vizualizarea căii semnalului optic de la retină spre sistemul vizual. Un exemplu de virus tracer care se reproduce de la sinapsă la soma este virusul pseudorabiei. Folosind astfel de virusuri (pseudorabii) cu diferiți markeri fluorescenți, modelele duale de infecție permit analiza arhitecturii complexe a sinapselor.

### Metode bazate pe coloranți
Metodele transportului axoplasmatic utilizează o varietate de coloranți (variante de peroxidază de hrean, markeri fluorescenți sau radioactivi, lectine, dextrani), care sunt absorbiți în mod diferit de neuroni sau procesele lor. Aceste molecule sunt transportate selectiv anterograd (adică de la corpul neuronal la terminalele axonale) sau retrograd (de la terminalele axonale la corpul neuronal), oferind astfel dovada legăturilor primare și colaterale din creier. Aceste metode „fiziologice” (pentru că se utilizează proprietăți ale celulelor vii, nelezate) pot fi combinate cu alte proceduri și au înlocuit în esență procedurile anterioare în studiul degenerării axonilor și neuronilor cu leziuni. Conexiunile sinaptice pot fi determinate în detaliu prin microscopia electronică corelativă. 

### Conectonomie
Microscopia electronică în secțiuni seriale a fost dezvoltată intens pentru studierea sistemelor nervoase. De exemplu, prima aplicare a microscopiei electronice seriale în bloc s-a realizat pe țesutul cortical al rozătoarelor. Reconstituirea circuitului din datele (extrem de voluminoase) obținute prin această metodă este dificilă, fiind dezvoltat jocul științific EyeWire pentru a ajuta în cercetare. 

### Neuroanatomie computațională
Este un domeniu care utilizează diferite modalități imagistice și tehnici de calcul pentru a modela și cuantifica dinamica spațiotemporală a structurilor neuroanatomice, atât în populațiile sănătoase cât și în cele clinice. 

## Sisteme folosite ca model
Pe lângă creierul uman, există multe alte animale ale căror creiere și sisteme nervoase sunt folosite extensiv ca modele pentru cercetare, inclusiv șoareci, pești-zebră, musculițe de oțet și o specie de vierme rotund numită Caenorhabditis elegans. Fiecare dintre acestea oferă atât avantaje, cât și dezavantaje, ca modele de cercetare. De exemplu, sistemul nervos al viermelui C. elegans este extrem de standardizat între indivizi. Acest lucru a permis cercetătorilor, cu ajutorul microscopiei electronice, să cartografieze traiectoriile și conexiunile tuturor celor aproximativ 300 de neuroni ai acestora. Musculița de oțet este des folosită ca model deoarece genomul îi este bine cunoscut și ușor de manipulat. Șoarecele este folosit deoarece, fiind mamifer, are creierul mai asemănător din punct de vedere structural cu al omului (ex. are cortexul format din șase straturi, iar genomul său poate fi modificat cu ușurință, având un ciclu de reproducere scurt).  

### Caenorhabditis elegans

Sistem nervos generic al unui animal bilaterian, sub forma unui cordon nervos cu expansiuni segmentare, și a unui "creier" în partea anterioară

Creierul este mic și simplu la unele specii, cum ar fi viermele nematod, unde planul corpului este ușor de cartografiat: un tub cu o cavitate intestinală care merge de la gură până la anus (traversând sistemul digestiv) și un cordon nervos având câte o expansiune (un ganglion) pentru fiecare segment de corp, cu creierul situat în ultimul segment frontal (creierul fiind un ganglion mai mare decât ceilalți). Nematodul Caenorhabditis elegans a fost studiat datorită importanței sale în genetică. La începutul anilor '70, Sydney Brenner a ales C. elegans ca model pentru studierea modului în care genele controlează dezvoltarea, inclusiv dezvoltarea neuronală. Un avantaj al lucrului cu acest vierme este că sistemul nervos al hermafroditului conține exact 302 neuroni, întotdeauna în aceleași locuri, realizând sinapse identice în fiecare specimen. Echipa lui Brenner a tăiat viermi în mii de secțiuni ultrasubțiri și a fotografiat fiecare secțiune sub microscopul electronic, apoi a asociat fibrele corespondente de la secțiune la secțiune pentru a cartografia fiecare neuron și sinapsă al corpului viermelui, obținând astfel un conectom complet al nematodului. Acest nivel de detaliu nu a fost atins pe niciun alt organism, iar informațiile au deschis calea unei multitudini de studii care nu ar fi fost posibile altfel.

### Drosophila melanogaster
Drosophila melanogaster (musculița de oțet) este un animal des întâlnit în laborator, deoarece se poate obține în cantități mari din sălbăticie, are un ciclu generațional scurt și mutațiile se pot realiza cu ușurință. 
Artropodele au un creier central cu trei diviziuni și lobi optici mari în spatele fiecărui ochi pentru procesarea vizuală. Creierul unei muște de oțet conține câteva milioane de sinapse, comparativ cu cele cel puțin 100 de miliarde din creierul uman. Aproximativ două treimi din creierul Drosophila este dedicat procesării vizuale . 
Thomas Hunt Morgan a început să lucreze cu Drosophila în 1906, rezultatele aducându-i premiul Nobel în medicină în 1933 pentru identificarea cromozomilor ca vector al moștenirii pentru gene. Datorită numeroaselor instrumente disponibile pentru studierea geneticii musculițelor de oțet, acestea reprezintă modelele favorite pentru studierea rolului genelor în sistemul nervos. Genomul a fost secvențiat și publicat în anul 2000. Aproximativ 75% din genele cunoscute, asociate bolilor umane, au corespondență în genomul musculițelor de oțet. Musculița de oțet este folosită ca model genetic pentru mai multe boli neurologice umane, incluzând tulburările neurodegenerative Parkinson, boala Huntington, ataxia spinocerebelară și boala Alzheimer. În ciuda distanței evolutive mari dintre insecte și mamifere, multe aspecte de bază ale neurogeneticii musculiței de oțet s-au dovedit a fi relevante pentru om. De exemplu, primele gene biologice circadiene au fost identificate prin examinarea mutanților Drosophila care au demonstrat cicluri de activitate zilnice perturbate.

## Legături externe
- Neuroanatomy, revistă anuală de neuroanatomie
- Mouse, Rat, Primate and Human Brain Atlases (UCLA Center for Computational Biology)
- brainmaps.org: High-Resolution Neuroanatomically-Annotated Brain Atlases
- BrainInfo for Neuroanatomy
- Brain Architecture Management System, atlase ale anatomiei creierului
- White Matter Atlas, atlas de tracturi de substanță albă